# Rsyslog
rsyslog je otevřená rozšiřující implementace protokolu syslog určená pro UNIXové a UN*Xové systémy. Je naprogramován v C a distribuován pod licencí GNU GPL, jedná se tedy o svobodný software.

## Vlastnosti
Rsyslog vychází z protokolu syslog definovaného původně na BSD systémech a popsaného v RFC 3164. Nabízí ovšem řadu dalších vlastností:
- časové značky v souladu s ISO 8601 s přesností času v milisekundách a informací o časovém pásmu.
- spolehlivé síťové spojení protokolem TCP
- bezpečnostní ochrana pomocí GSSAPI a TLS
- podporu novějších variant protokolu syslog dle RFC 5424[2], RFC 5425[3] a RFC 5426[4]

## Rozšíření
Rsyslog je dostupný v softwarových repozitářích řady linuxových distribucí, mj. Debianu, RHELu, Fedory, Ubuntu, Gentoo a openSUSE.